# Угон воздушного судна

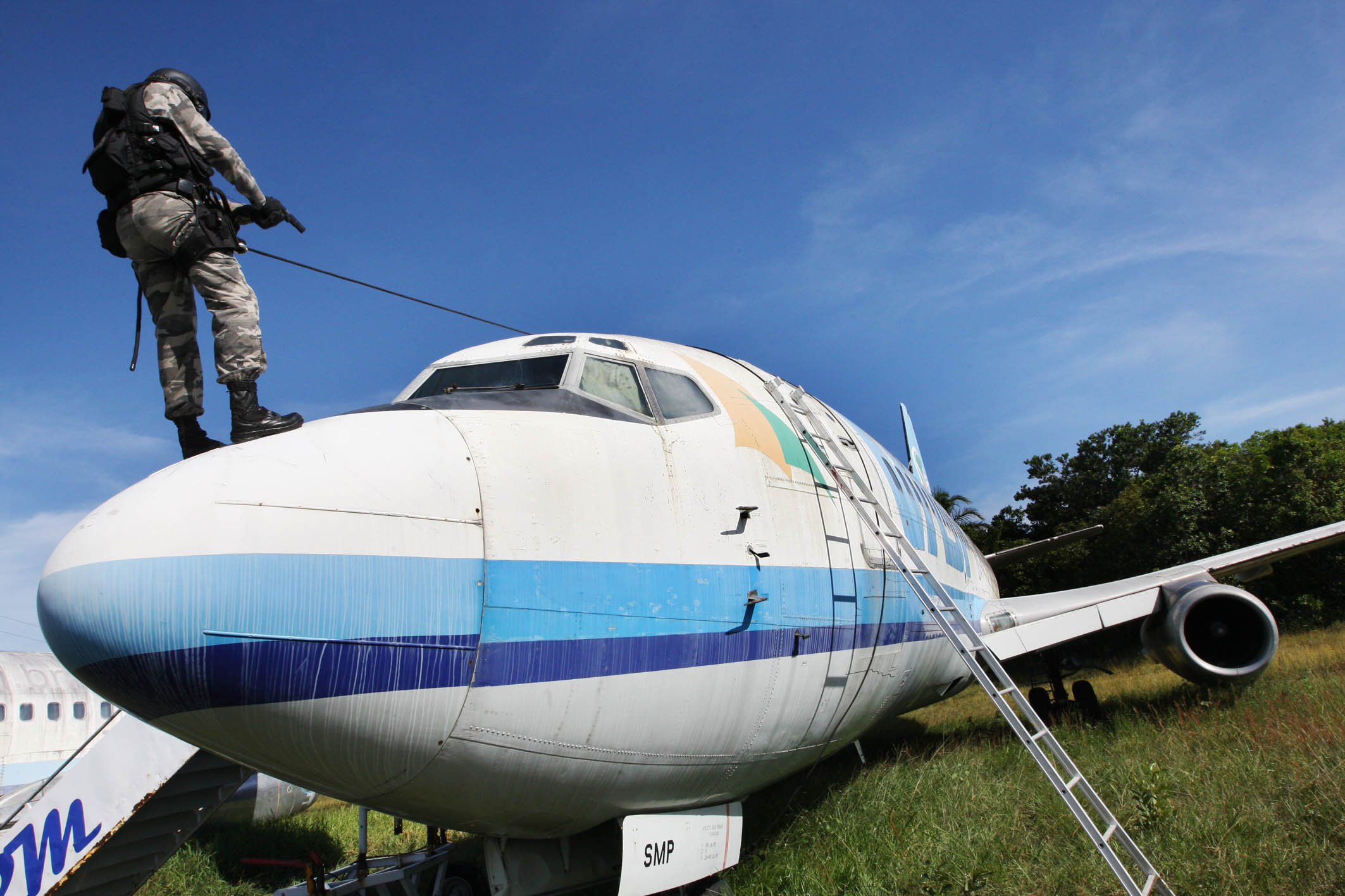
Учения сотрудников антитеррористического спецподразделения бразильской полиции по освобождению заложников захваченного самолёта на аэродроме. Самолёт изображённый на снимке был угнан в сенятбре 1988-го года

Угон воздушного судна — незаконное завладение воздушным судном (чаще всего, самолётом) отдельным лицом или группой лиц. Может осуществляться в форме несанкционированных действий (превышения своей компетенции) со стороны лица пилотирующего воздушное судно на законных основаниях (несогласованное отклонение от утверждённого плана полёта, вылет без разрешения диспетчера), либо захвата посторонними лицами с применением насилия или угрозой его применения. Последняя разновидность (захват) классифицируется международным правом как «воздушное пиратство». Угон воздушного судна в большинстве юрисдикций является преступлением, а его квалификация зависит от обстоятельств угона.

## Особенности
Чаще всего угоняют самолёты, совсем редко — вертолёты. Случаи угона дирижаблей в истории не известны.  Обычно при угоне лётчики управляют самолётом согласно приказам захватчиков, однако известны случаи, когда захваченный самолёт пилотировали сами захватчики. Известны также случаи угона самолёта пилотом, например, угон советского истребителя в 1976 году.
В отличие от угона наземного или водного транспорта, который чаще всего осуществляется с целью хищения самого транспортного средства или ценного груза, самолёты редко угоняют с целью их хищения, так как распорядиться похищенным самолётом, особенно крупным, довольно сложно. При прилете на аэродром похищенный самолёт тут же будет арестован, а его угонщики — задержаны. Посадка вне аэродрома для большинства самолётов приведет к их существенным повреждениям и непригодности для эксплуатации. Кроме того, в большинстве развитых стран самолёт, совершивший несанкционированный вылет будет взят под контроль средствами ПВО, принужден к посадке или сбит. Распродать на запчасти похищенный самолёт, даже после успешной посадки вне аэродрома, также практически невозможно, поскольку все узлы и агрегаты воздушных судов подлежат учёту. А вот вертолёты или воздушные суда авиации общего назначения (лёгкие самолёты, дельталёты) чаще как раз угоняют с целью хищения, правда, в основном это происходит в странах третьего мира, где работа авиационных властей и ПВО организована плохо. Похищенные воздушные суда чаще всего используются для совершения преступной деятельности: контрабанды, наркотраффика, незаконной миграции, криминальных разборок, диверсий, однако есть примеры хищения легких самолётов для использования в хозяйстве (такой случай был зарегистрирован и в России на территории Краснодарского края).
Как правило, самолёты захватывают для взятия пассажиров в заложники или бегства из страны. При этом в случае захвата заложников преступники могут, например, требовать выкупа, добиваться освобождения заключённых сообщников или стремиться привлечь внимание общественности к тяготам жизни в определённом регионе (например, ленинградское самолётное дело). Иногда угнанные самолёты используются для уничтожения каких-либо объектов — с помощью самолётов были проведены крупнейшие в истории террористические акты 11 сентября 2001 года. 
В случае захвата заложников обычно ведутся переговоры с захватчиками. Если достичь компромисса не удаётся и захватчики не сдаются, власти прибегают к силовому освобождению пассажиров силами подразделений специального назначения (см., например, Операция «Изотоп»).

## Предотвращение угонов

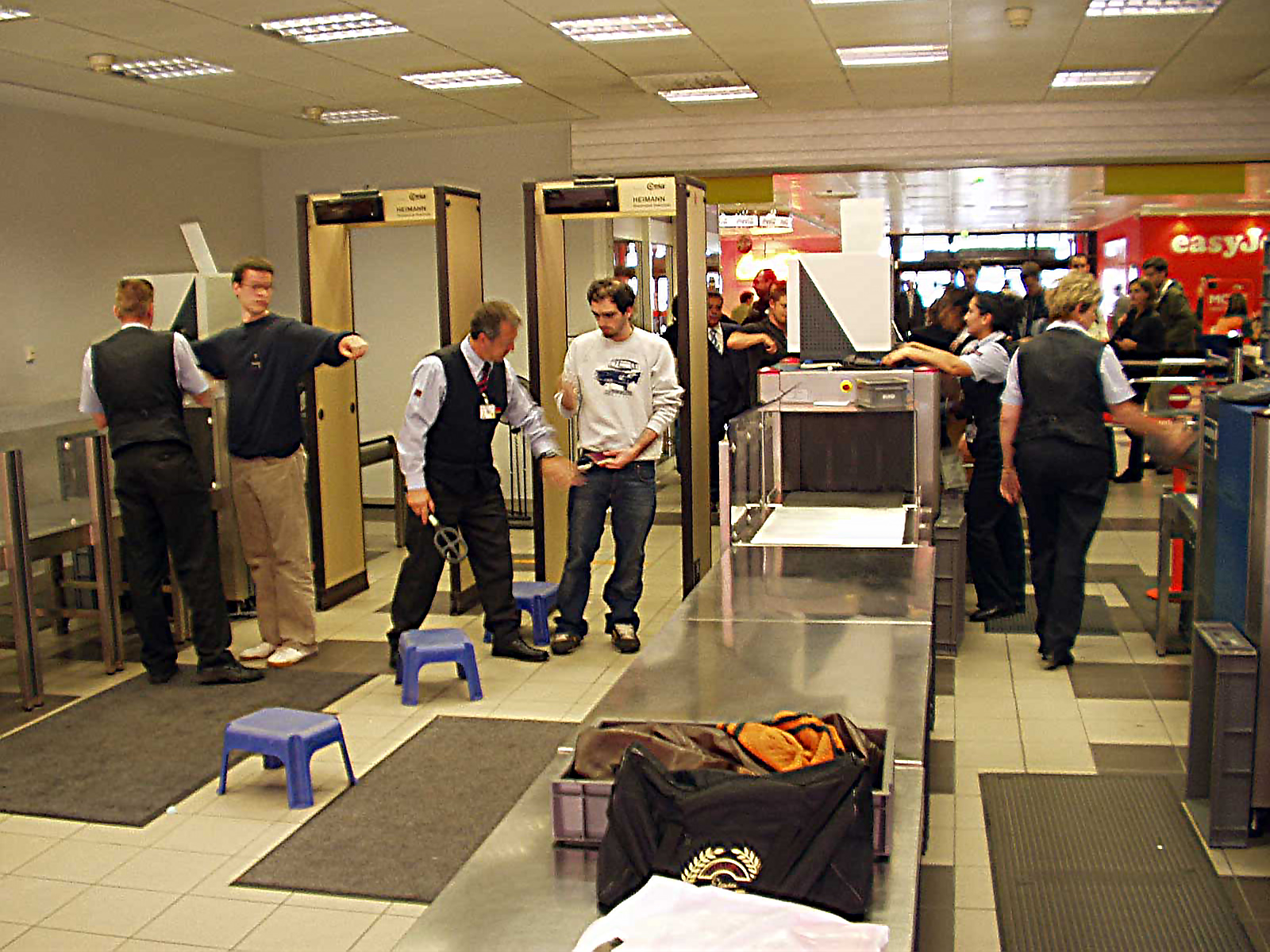
Личный досмотр пассажиров

На воздушных судах на большинстве коммерческих авиалиний в кабинах самолётов устанавливаются бронированные двери. В ряде государств (например: Великобритания, США, Канада, Франция, Австралия) на некоторых рейсах присутствуют вооружённые сотрудники служб воздушной безопасности в штатском, которые могут обезвредить захватчиков, и часто называемые «воздушными маршалами» (пример: агенты Федеральной службы воздушных маршалов США).
Существуют предложения оборудовать самолёты автономной системой пилотирования и посадки, которая в случае захвата полностью отключала бы управление из кабины. (Но такая система в условиях существования киберпреступности решая одну проблему безопасности воздушного суда, порождает другую — потенциально увеличивает возможность угона воздушного судна посредством компьютерно-сетевого взлома компьютерного ядра самолёта.)
Немалую роль в предотвращении угонов играют службы безопасности аэропортов. Ведётся постоянная видеозапись и проводится анализ биометрических данных пассажиров. Во избежание пронесения на борт огнестрельного и холодного оружия, а также иных опасных предметов, все пассажиры проходят через металлодетекторы, а багаж проверяется на рентгеновских сканерах. В Израиле багаж проверяют в декомпрессионных барокамерах на наличие детонаторов, срабатывающих при понижении атмосферного давления. Также ведутся «чёрные списки» террористов и прочих лиц, представляющих опасность для авиации.
Угоны военных самолётов предотвращаются путем надежной охраны и обороны аэродромов, строгим регламентированием доступа личного состава к стоянкам самолётов, наличием на аэродромах средств блокирования несанкционированного взлета: от перекрытия полосы автомобилями до специальных инженерных заграждений, а также средствами ПВО в районе аэродрома.
Сложнее организовать защиту от угонов самолётов авиации общего назначения и вертолётов. Эти машины часто базируются на плохо охраняемых посадочных площадках, доступ на которые не сопровождается применением процедур авиационной безопасности. По этой причине легкие самолёты и вертолеты имеют системы ограничения доступа в кабину и запрещения запуска двигателя, от обычных механических замков на старых машинах до современных кодовых иммобилайзеров. 
Внедренные меры авиационной безопасности принесли свои результаты. Угоны самолётов, ставшие массовым явлением в 1970-х - 1990-х годах после 2001 года практически прекратились.

## В уголовном праве
Угон самолёта, даже если у угонщиков нет умысла на теракт, диверсию или бегство, сам по себе представляет большую общественную опасность. Поэтому в большинстве стран мира за угон самолёта, равно как и другого воздушного судна предусмотрена уголовная ответственность, при этом мера наказания определяется обстоятельствами угона и может быть от штрафа (угон легкого самолёта без применения насилия и без тяжких последствий) до высшей меры наказания.

### Российская Федерация
Статья 211 Уголовного кодекса Российской Федерации устанавливает следующую ответственность за угон судна воздушного или водного транспорта либо железнодорожного подвижного состава, а равно захват такого судна или состава в целях угона:
- без применения насилия и оружия - лишение свободы на срок от 4 до 8 лет
- с применением насилия, оружия и/или совершенный группой лиц по предварительному сговору - лишение свободы на срок от 7 до 12 лет
- если угон повлек смерть человека или иные тяжкие последствия - лишение свободы на срок от 8 до 15 лет
- если угон сопряжен с совершением террористического акта - лишение свободы от 15 до 20 лет либо пожизненное лишение свободы.

## Известные случаи

### Вторая мировая война
- Побег группы Девятаева

### Холодная война
- Операция «Пенициллин» — угон истребителя МиГ-21 из Ирака в Израиль
- Побег Беленко — угон новейшего истребителя Миг-25 в Японию
- Зуев, Александр Михайлович — капитан ВВС СССР, в 1989 году совершил угон истребителя МиГ-29 в Турцию. Получил политическое убежище в США.
- Список лётчиков-перебежчиков периода Холодной войны

### Гражданские беглецы из СССР
- Ленинградское самолётное дело — 15 июня 1970 года, попытка группы советских евреев-отказников захватить пассажирский самолёт с целью побега из СССР.
- Угон самолёта Ан-24 в Турцию (1970) — первый в СССР успешный угон самолёта. Совершён Пранасом Бразинскасом и его сыном Альгирдасом 15 октября 1970 года с целью бегства из СССР.
- Угон самолета Ан-24 в Турцию в 1982 году.
- Группа И. К. Церетели — захват самолёта в Тбилиси с целью бегства из СССР.
- Семья Овечкиных — многодетная семья из Иркутска, захватившая 8 марта 1988 года самолёт Ту-154 с целью побега из СССР.

### Постсоветское время
- Террористические атаки 11 сентября 2001 года (иногда именуемые просто 9/11) — серия четырёх координированных самоубийственных террористических атак, совершённых в Соединённых Штатах Америки членами террористической исламистской организации «Аль-Каида». С этой целью 19 террористов последовательно угнали 4 пассажирских самолета.
- Август 2021 года — угон украинского самолёта в Афганистане[4].